# Politikåret 1926

## Händelser

### Mars
- 5 mars - Ivar Lykke efterträder Johan Ludwig Mowinckel som Norges statsminister.[1]

### Juni
- 1 juni - Den svenska regeringen fälls av den borgerliga riksdagsmajoriteten i samband med Stripakonflikten i Västmanland. Statens arbetslöshetskommission (AK) beslutar att arbetslösa som vägrar ta anvisat arbete ska avstängas från ersättning. Regeringen förklarar, att anvisning inte borde ha skett. Borgarna stöder dock AK och skärper konfliktdirektiven, varför regeringen avgår.
- 7 juni – Carl Gustaf Ekman efterträder Rickard Sandler som Sveriges statsminister.[2]
- 28 juni - Arthur Meighen efterträder William Lyon Mackenzie King som Kanadas premiärminister.[3]

### Augusti
- Augusti - Mongoliet erkänner Tuva.[4]
- 11 augusti - Río Muni, Fernando Póo och Annobón går samman under namnet Spanska Guinea.[5]

### September
- 25 september - William Lyon Mackenzie King efterträder Arthur Meighen som Kanadas premiärminister.[3]

### December
- 13 december – Thomas Madsen-Mygdal efterträder Thorvald Stauning som Danmarks statsminister.[6]

## Organisationshändelser
- 23 mars - Irland, Fianna Fáil bildas med Eamon de Valera som partiledare

## Födda
- 2 februari - Valéry Giscard d'Estaing, Frankrikes president 1974–1981.
- 6 april - Ian Paisley, partiledare för Democratic Unionist Party, Nordirland.
- 24 april - Thorbjörn Fälldin, svensk centerpartistisk politiker, partiledare 1971-85, statsminister 1976-78 och 1979-82.
- 5 juli – Salvador Jorge Blanco, Dominikanska republikens president 1982–1986.
- 15 juli – Leopoldo Galtieri, Argentinas president 1981–1982.
- 13 augusti – Fidel Castro, Kubas president 1976–2008.
- 15 augusti - Konstandinos Stephanopoulos, Greklands president 1995-2005.
- 17 augusti - Jiang Zemin, Kinas president 1993-2003.
- 28 augusti - T.V. Rajeswar, indisk politiker, chef för Indiens underrättelsetjänst.
- 4 september – Elias Hrawi, Lianons president 1989–1998.
- 26 november - Rabi Ray, indisk politiker, talman i Lok Sabha 1989-91.
- 31 december – Curt Boström, svensk socialdemokratisk politiker.

## Avlidna
- 7 augusti – Sudre Dartiguenave, Haitis president 1930–1941.
- 6 november – Carl Swartz, Sveriges statsminister 1917.

### Fotnoter
1. ↑  ”Norway” (på engelska). World Statesmen. http://www.worldstatesmen.org/Norway.htm. Läst 2 augusti 2015.
2. ↑  ”Sweden” (på engelska). World Statesmen. http://www.worldstatesmen.org/Sweden.html. Läst 2 augusti 2015.
3. 1 2  ”Canada” (på engelska). World Statesmen. http://www.worldstatesmen.org/Canada.html. Läst 1 augusti 2015.
4. ↑  ”Russia” (på engelska). World Statesmen. http://www.worldstatesmen.org/Russia.htm#Tannu. Läst 22 september 2012.
5. ↑  ”Equatorial Guinea” (på engelska). World Statesmen. http://www.worldstatesmen.org/Equatorial_Guinea.html. Läst 25 januari 2013.
6. ↑  ”Denmark” (på engelska). World Statesmen. http://www.worldstatesmen.org/Denmark.html. Läst 8 november 2012.